# Municipio de Cove Creek (Arkansas)
El municipio de Cove Creek (en inglés: Cove Creek Township) es un municipio ubicado en el condado de Washington en el estado estadounidense de Arkansas. En el año 2010 tenía una población de 715 habitantes y una densidad poblacional de 6,04 personas por km².

## Geografía
El municipio de Cove Creek se encuentra ubicado en las coordenadas 35°48′40″N 94°18′23″O / 35.81111, -94.30639. Según la Oficina del Censo de los Estados Unidos, el municipio tiene una superficie total de 118.46 km², de la cual 118,12 km² corresponden a tierra firme y (0,28 %) 0,34 km² es agua.

## Demografía
Según el censo de 2010, había 715 personas residiendo en el municipio de Cove Creek. La densidad de población era de 6,04 hab./km². De los 715 habitantes, el municipio de Cove Creek estaba compuesto por el 94,83 % blancos, el 0,42 % eran afroamericanos, el 1,26 % eran amerindios, el 0,7 % eran asiáticos y el 2,8 % eran de una mezcla de razas. Del total de la población el 0,7 % eran hispanos o latinos de cualquier raza.